# Vance Astro
Vance Astro (nato col nome di Vance Astrovik), conosciuto anche come Major Victory, è un personaggio immaginario dei fumetti creato da Arnold Drake (testi) e Gene Colan (disegni), pubblicato negli Stati Uniti d'America dalla Marvel Comics. Esordisce in Marvel Super-Heroes (vol. 2) n. 18 del gennaio 1969.
Il personaggio fa parte di un universo alternativo noto come Terra-691 ed è il membro fondatore dei Guardiani della Galassia della sua realtà ma fa parte anche dei Guardiani della Galassia della Terra-616, l'Universo Marvel ufficiale.

## Biografia del personaggio
Vance Astrovik nacque a Saugerties, nello stato di New York, unico figlio del macellaio Arnold Astrovik e di sua moglie Norma. Arruolatosi nella U.S. Air Force appena maggiorenne, Vance divenne il più giovane militare mai addestrato per missioni astronautiche che si sarebbero svolte da lì a pochi anni. Cambiò poi il suo cognome in Astro all'età di 21 anni. Partecipò nel 1988 come volontario alla prima missione interstellare con equipaggio umano fatta dagli Stati Uniti. In questa realtà alternativa Reed Richards non partì mai con la sua navetta spaziale, e le autorità ignorano anche le sue capacità. La sua nave, la Odysseus I, non era equipaggiata per viaggi alla velocità della luce così il viaggio verso la galassia più vicina, quella di Alpha Centauri sarebbe durata dieci secoli e, per impedire che invecchiasse, fu ricoperto con una tuta di una lega di rame e adamantio e nel suo sangue fu iniettato un fluido preservatore. Astro partì da Houston nell'autunno del 1988. Durante il suo viaggio verso Alpha Centauri, la nave lo svegliava periodicamente dal suo stato di animazione sospesa per effettuare delle riparazioni di routine. A volte queste riparazioni duravano anche un anno intero e, alla fine, Astro impazzì per la solitudine ma ritornando a una parvenza di normalità quando la nave lo rimetteva nuovamente in animazione sospesa. Mentre era in uno di questi stati di sonno indotto, i suoi poteri psichici si svilupparono e, quando arrivò sul pianeta Centauri IV, circa un migliaio di anni dopo, aveva ottenuto un controllo perfetto sulle sue abilità psicocinetiche.
Sul pianeta scoprì che la razza umana era già arrivata su Centauri IV duecento anni prima grazie allo sviluppo di navicelle che viaggiano alla velocità dalla luce. Sebbene la Terra non fosse stata in grado di intercettare la sua astronave, i Centuariani lo accolsero come un eroe. Nonostante ciò era intenzionato a portare a termine la missione, sebbene oramai superflua. Mentre stava effettuando un'indagine geofisica incontrò Yondu, uno dei nativi del pianeta. Quando gli alieni Badoon attaccarono Centauri IV, massacrando la colonia umana e i nativi, Astro e Yondu tentarono di fuggire sull'astronave di Astro, ma furono raggiunti, catturati e trasportati sulla Terra. Qui, nell'anno 3007, i due fuggirono e si unirono ad altri due prigionieri dei Badoon e formarono i Guardiani della Galassia, con Astro come comandante. Dopo aver liberato la Terra, i Guardiani si impegnarono a liberare il resto della galassia, nella speranza di salvaguardare la libertà ovunque, combattendo la tirannia Badoon nel sistema solare.

### Ritorno al XX secolo
Otto anni dopo Astro e i Guardiani viaggiarono indietro nel tempo fino al ventesimo secolo, e incontrarono i Difensori. Successivamente fecero ritorno nel loro tempo assieme ai Difensori e a Starhawk per sconfiggere il nuovo esercito Badoon.
Tempo dopo i Guardiani si unirono a Thor per combattere Korvac e i suoi seguaci, e la battaglia continuò nel ventesimo secolo a fianco dei Vendicatori.
Anni dopo, durante un altro viaggio nel ventesimo secolo, Astro incontrò la sua versione giovanile e la convinse a non arruolarsi nell'esercito, e attivò inavvertitamente i poteri telecinetici del giovane Vance Astrovik, che tempo dopo si sarebbe unito ai New Warriors con il nome di Justice, e anche ai Vendicatori per un breve periodo (siccome i Guardiani della Galassia sono membri onorari dei Vendicatori, Astro è l'unico che è membro della squadra con due versioni diverse, la sua e quella di Justice).

### Ricerca dello scudo e liberazione dalla tuta di contenimento
Una volta tornato al suo tempo Astro si innamorò della sua compagna di squadra Aleta Ogord, dopo che questa si liberò dal legame fisico che la legava all'ex marito Falco Stellare. Successivamente Astro partì alla ricerca dello scudo perduto di Capitan America, suo eroe di infanzia, combattendo Taserface e Stark durante la ricerca. Ma fu ferito gravemente in uno scontro successivo con un gruppo ispirato al vigilante Punitore. Vance fu guarito da Krugarr, il Mago Supremo di quell'epoca, che lo liberò anche della sua tuta di contenimento. Così assunse la nuova identità di Major Victory indossando un costume simile a quello di Capitan America. Ma poco dopo l'incantesimo di Krugarr fu tolto e Astro iniziò a invecchiare velocemente, costringendolo a indossare un simbionte alieno apparentemente della stessa specie di quello di Venom.

## Poteri e abilità
Vance Astro è un mutante che possiede poteri telecinetici, il potere di agire sulla materia con la propria mente. I poteri di Astro possono essere manifestati anche tramite un “colpo psichico” di forza concussiva capace di distruggere le sinapsi di qualsiasi essere vivente. Astro può concentrare l'energia in diverse forme, da piccoli raggi a sfere di forza, e può controllare gli oggetti in movimento. Purtroppo può utilizzare i suoi poteri alla massima potenza solamente per mezz'ora prima di aver bisogno di riposo. Era costretto ad indossare una tutta speciale anti-invecchiamento che preservava il decadimento del suo corpo. Durante il periodo in cui utilizzava lo scudo di Capitan America usava i suoi poteri telecinetici per usare al meglio l'arma. Inoltre Astro è un perfetto atleta, un buon combattente a mani nude, avendo ricevuto un addestramento militare nel ventesimo secolo, e un capace pilota di navette spaziali, oltre che leader e stratega.